# Hemmestorps eke
Hemmestorps eke is een plaats in de gemeente Sjöbo in het Zweedse landschap Skåne en de provincie Skåne län. De plaats heeft 125 inwoners (2005) en een oppervlakte van 18 hectare. Hemmestorps eke wordt op een klein stukje landbouwgrond na geheel omringd door bos. De plaats Sjöbo ligt zo'n tien kilometer ten noordoosten van het dorp.